# Gulnar
Gulnar, Golnar (pers.: گلنار, Golnār; kaz.: Гүлнәр, Gülnär; kirg.: Гүлнар, Gülnar; tat.: Гөлнара, Gölnara) – imię żeńskie pochodzenia perskiego. W przekładzie z perskiego oznacza „podobna do kwiatu”. W dosłownym tłumaczeniu „Gülnar” to „kwiat granatowca”. Imię jest też rozpowszechnione w Azji Centralnej (przede wszystkim w Kazachstanie, Kirgistanie, Uzbekistanie), w Tatarstanie i Rosji.

## Znane osoby o imieniu Gulnar
- Gulnara Fatkulina – rosyjska kolarka torowa i szosowa
- Gulnara Samitowa-Gałkina – rosyjska biegaczka
- Gulnara Sachs – kazachska szachistka
- Gulnora Karimova – córka Isloma Karimova
- Gülnur Satyłganowa – kirgiska śpiewaczka